# رؤیاهای شیشه‌ای
رویاهای شیشه‌ای (به انگلیسی: Assorted Gems) عنوان یک سریال تلویزیونی ست که از شبکه MBC کره جنوبی پخش می‌شد. این سریال از دو شبکه فارسی۱ و زمزمه (شبکه تلویزیونی) پخش شده‌است.

## داستان فیلم
رویاهای شیشه‌ای، درامی خانوادگی در مورد دو برادر و دو خواهر (که هر چهار نفر آنها آرزوی ازدواج با فرزند خانواده ای پولدار را دارند) و پدر و مادری ست که دنبال دردسر هستند.

## بازیگران[۳][۴]
هان جین هیه (سانگ سیک کونگ)
هان هیه سوک (هیه یا پی)
کو نا یون (بی چوی کونگ)
سو یی هیون (روبی کونگ)
لی هیون جین (سان هو کونگ)
لی ایل مین (هیو پارک کیونگ)
لی تائه کون (یونگ کوک سئو)
چوی آهجین (گوت سون سئو)
جونگ یو می (کانگ جی لی)
مایکل بلانک (کارل)
پارک کئون هیونگ (رو ما سئو)
کیم یونگ اوک (یونگ یا کئول)
یونگ هیه سئون (بائک جو)
سئو وو ریم (سا جانگ)
چوی یائه هو (بانگ کیو جی)
هوانگ هیو یون (یه سون ما)
کئون مین (وو بین هوانگ)
کیم کوانگ کیو (دکتر)

## عوامل
کارگردان: هو مین بائک
نویسنده: سئونگ هان لیم

## جوایز
- جایزه درام ام‌بی‌سی[۵]
- جایزه عالی، بازیگر زن: Go Na-eun
- جایزه طلایی بازیگری، بازیگر زن سریال درام: کیم یانگ اوک
- جایزه طلایی بازیگری، بازیگر زن سریال درام: Jung Hye-sun